# Малый лист
Ма́лый лист, или кляйнбо́ген (от нем. klein — малый и Bogen — лист), — небольшой по формату лист почтовых марок. Представляет собой нечто среднее между почтовым блоком и почтовым листом марок.

## Описание и терминология

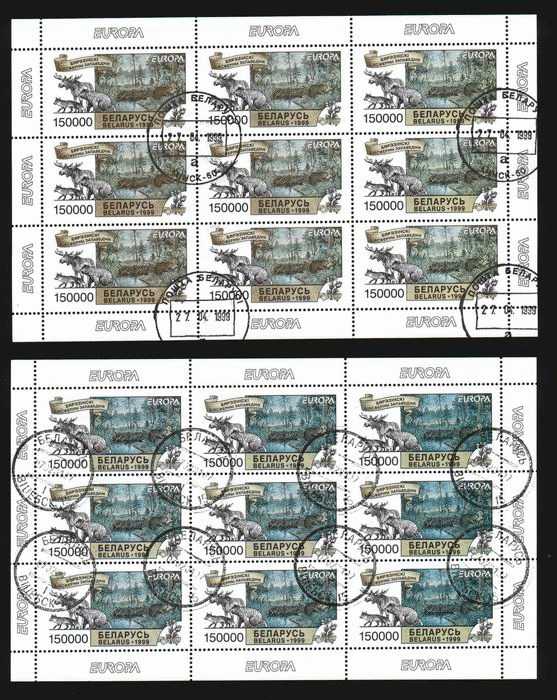
Малые листы из девяти марок (Белоруссия, 1999)

В отличие от обычного марочного листа, в малом листе небольшое число марок — от 3—4 до 10—16 (в редких случаях и более). В малом листе могут быть как одинаковые марки одного сюжета и номинала, так и различных сюжетов и разных номиналов.
Само понятие «малый лист» предполагает или существование выпуска тех же самых почтовых марок и в «больших» листах, или то обстоятельство, что в данном листе имеется меньшее по сравнению с обычным, традиционным, число марок. На полях малого листа иногда присутствуют порядковый номер, рисунок или памятная надпись, что делает его похожим на почтовый блок, но, в отличие от последнего, кляйнбоген не является самостоятельным почтовым выпуском и не имеет своего номера в общей нумерации каталогов почтовых марок. Разница между блоком и малым листом порой исчезающе мала: то, что в одном каталоге классифицируется как «блок», в другом встречается как «кляйнбоген». В силу высокого интереса филателистов к малым листам некоторые каталоги с недавних пор приводят в качестве приложения списки изданных малых листов с дополнительной нумерацией малых листов.

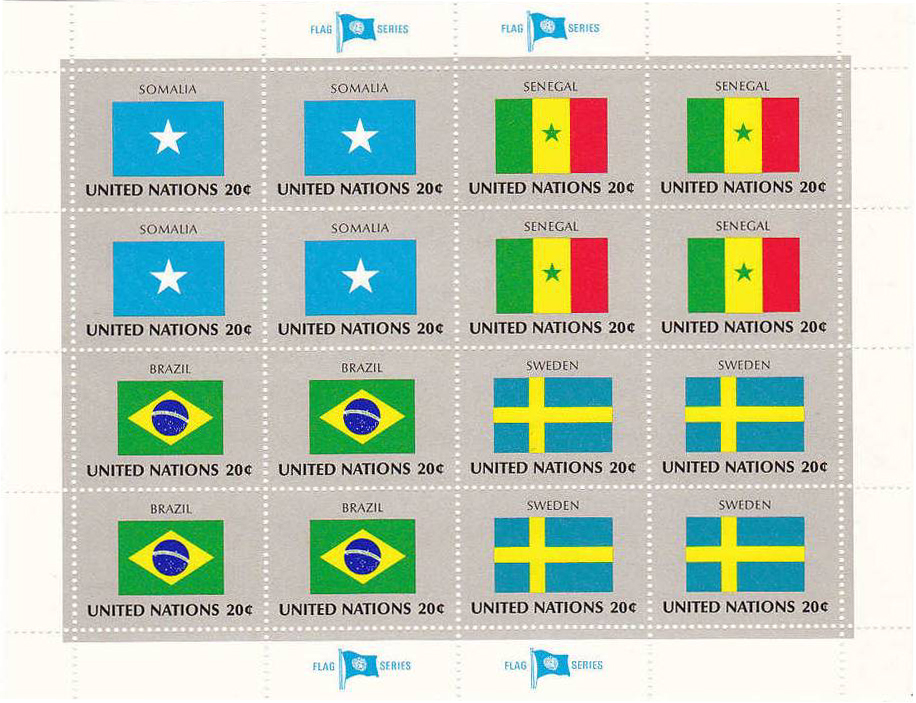
Малый лист из 16 марок ООН, серия «Флаги» (Сомали, Сенегал, Бразилия и Швеция); номинал каждой ¢20 (1983)

Официальный издатель почтовых марок Российской Федерации ИТЦ «Марка» в последние несколько лет дифференцирует малые листы на две категории: собственно малые листы и листы малого (уменьшенного) формата. Под «малыми листами» понимаются такие выпуски, которые также издавались в «больших» листах. «Листами малого формата» именуются такие типографские листы, которые по размерам и количеству марок в листе подпадают под определение «малый лист», но марки из них в листах с другим числом марок не издавались. Авторитетный каталог «Михель» эту разницу не «замечает»: все российские выпуски, официально именующиеся «листами малого формата», в нём позиционируются как Kleinbogen. С другой стороны, некоторые российские малые листы последних лет в том же каталоге классифицированы как блоки (Block).

## История
Первый кляйнбоген вышел в 1919 году в Бельгии. В кляйнбогене было по 25 стандартных марок номиналом в 65 центов. В 1921 году в Люксембурге коммеморативная марка к рождению наследника престола была выпущена в качестве первого номинала новой стандартной серии листами по 5 марок в первом выпуске, по 25 марок во втором выпуске и по 100 марок — в третьем выпуске.

## Малые листы СССР

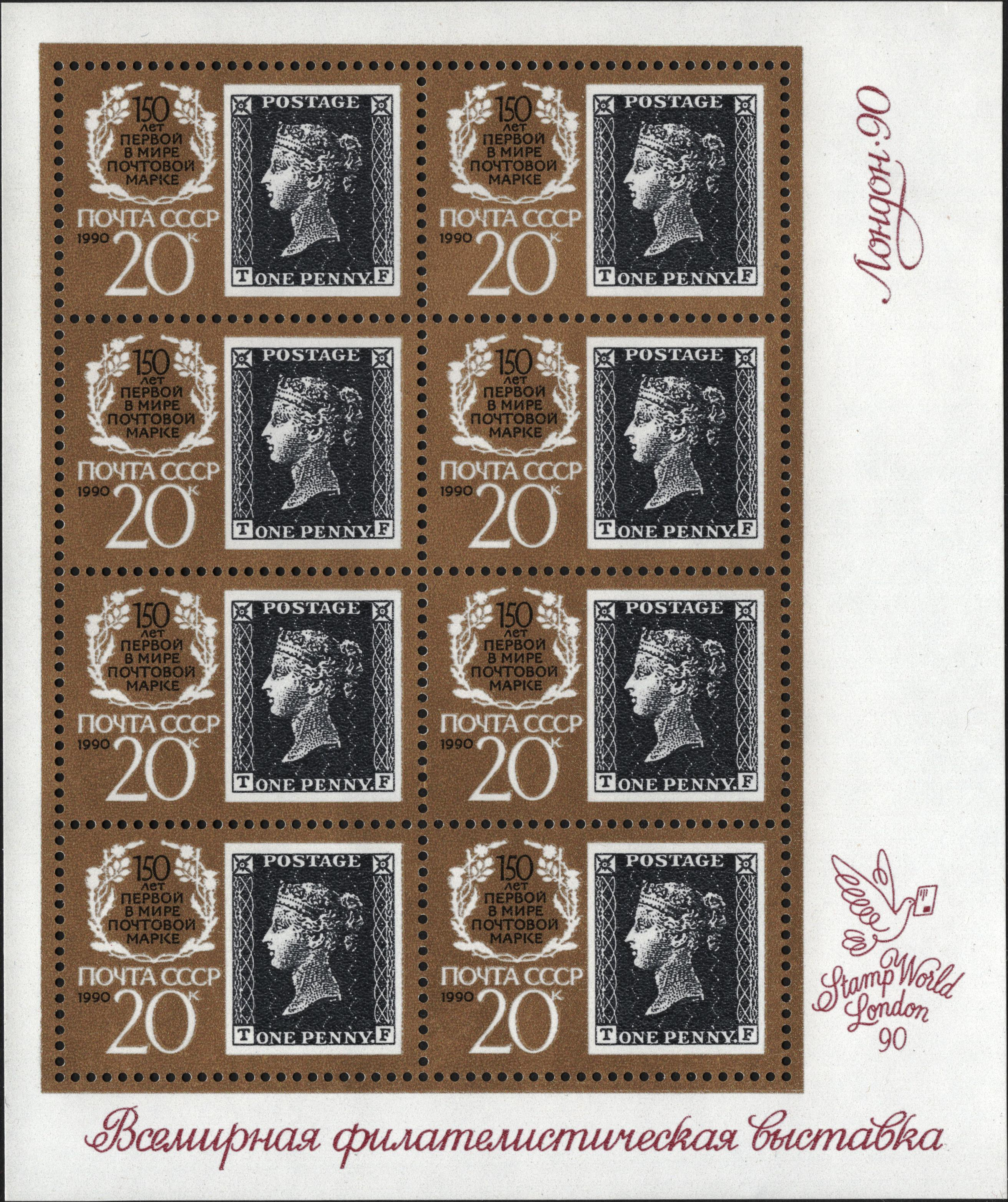
Выпуск СССР «150-летие первой в мире почтовой марки» (1990). На полях малого листа из 8 марок — эмблема Всемирная филателистическая выставка «Лондон-90»

Первыми выпусками малых листов СССР являются:
- Коммеморативная серия из двух марок 1926 года «6-й Международный конгресс пролетарских эсперантистов в Ленинграде». Марки серии печаталась в листах 2 × 5.
- Коммеморативный выпуск 1950 года «50-летие со дня смерти И. К. Айвазовского». Серия включает три марки, две из них печатались как в обычных листах по 20 марок, так и в малых листах по 10 марок (2 × 5).
- Коммеморативный выпуск 1955 года «10-летие договора о дружбе и взаимной помощи между СССР и ПНР». Одна марка из этой серии с репродукцией картины Яна Матейко «Коперник» издана как в обычных, так и в малых листах по 10 марок.
- Коммеморативный выпуск 1961 года «Человек страны Советов в космосе!». Часть тиража одной марки из серии печаталась в листах по 10 марок и 10 купонов.

С 1970 года издание малых листов становится регулярным. Первыми регулярными выпусками СССР являются:
- Коммеморативная серия из 10 марок 1970 года «100-летие со дня рождения В. И. Ленина» (художники И. Мартынов и Н. Черкасов). Весь тираж 10-марочной серии издан в листах по 8 одинаковых марок, обрамлённых лавровыми листьями, и 16 купонов с изображением памятных мест, связанных с жизнью и деятельностью Ленина (ЦФА [АО «Марка»] № 3879—3889).
- Коммеморативная серия из шести марок 1972 года к 15-летию со дня запуска первого в мире искусственного спутника Земли (художники А. Леонов и А. Соколов). Весь тираж серии отпечатан в малых листах. Каждый из шести малых листов серии содержит шесть одинаковых марок, на полях — орнамент из пятиконечной звезды, ленты и памятной надписи «15 лет». Цвет орнамента различается у каждого кляйнбогена.

Начиная с 1977 года часть тиража всех новогодних выпусков выпускалась в малых листах.

## Коллекционирование
В филателистических коллекциях малые листы обычно экспонируются целиком.